# 161989 Cacus
161989 Cacus är en asteroid upptäckt 8 februari 1978 av den tyske astronomen Hans-Emil Schuster vid La Silla-observatoriet. Asteroiden har fått sitt namn efter Cacus, son till Vulcanus. Cacus var ett monster som dödades av Hercules inom romersk mytologi.
Cacus omloppsbana ligger bara 2,2 miljoner kilometer från jorden som närmast. Så nära kommer dock inte asteroiden särskilt ofta. År 2022 kommer asteroiden att passera på ett avstånd av 8,6 miljoner kilometer och 6,8 miljoner kilometer år 2066.